# Estadio Spartak (Biskek)
El Estadio Spartak, también llamado Estadio Dolen Omurzakov, es un estadio multipropósito ubicado en la ciudad de Biskek en Kirguistán. Se usa principalmente para la práctica de fútbol y de atletismo y es el estadio de la Selección nacional de fútbol y de los clubes Dordoi Bishkek y Alga Bishkek de la Liga profesional de fútbol. Inaugurado en 1927, tiene una capacidad de 23 000 asientos y es el mayor recinto deportivo de Kirguistán.
El estadio es propiedad de la Federación de Fútbol de la República Kirguisa y es administrado por la compañía de radio y televisión local KTRK.